# Asteriks u Helwetów
Asteriks u Helwetów (fr. Astérix chez les Helvètes) – szesnasty tom o przygodach Gala Asteriksa. Jego autorami są Rene Goscinny (scenariusz) i Albert Uderzo (rysunki).
Komiks ukazywał się początkowo w odcinkach, na łamach francuskiego czasopisma Pilote (numery 557-578), w 1970 r. W tym samym roku ukazał się w formie albumu.
Pierwsze polskie wydanie (w tłumaczeniu Jolanty Sztuczyńskiej) pochodzi z 1994 r.

## Fabuła
W Condante zjawia się kwestor Klaudiusz Bolisinus, by sprawdzić rachunki miejscowego namiestnika, Grukchusa Mawirusa. Mawirus, od rządzenia prowincją bardziej zainteresowany napełnianiem własnego skarbca i urządzaniem orgii, decyduje się otruć kwestora. Urzędnik wzywa na pomoc druida Panoramiksa; kapłan stwierdza, że kwestorowi pomóc może jedynie napój, którego składnikiem jest srebrna gwiazdka.
Asteriks i Obeliks wyruszają w drogę do Helwecji, by odnaleźć roślinę. W tym samym czasie Panoramiks wraca do wioski z Bolisinusem w charakterze zakładnika. Mawirus, któremu nie w smak uleczenie kwestora, wysyła posłańca z pismem do namiestnika Genavy, by ten sabotował działania Galów.